# Ballon (Sarthe)
Ballon korábbi község Franciaország Loire mente régiójában, Sarthemegyében. 2016. január 1-jén Saint-Mars-sous-Ballon korábbi községgel egyesült és az így létrejött Ballon-Saint Mars új község része lett.
Lakosainak száma 1379 fő (2018. január 1.). Ballon Lucé-sous-Ballon, Teillé és Souligné-sous-Ballon községekkel határos.

## Népesség
A település népességének változása:
| Lakosok száma | 1258 | 1169 | 1231 | 1269 | 1382 | 1286 | 1345 | 2243 | 1367 | 1379 |
|               | 1962 | 1968 | 1975 | 1990 | 1999 | 2008 | 2013 | 2016 | 2017 | 2018 |